# Addi Feuerstein
Adam Feuerstein (Mannheim, 30 mei 1927) is een Duitse jazzmuzikant (saxofoon, fluit, vibrafoon), arrangeur en componist.

## Biografie
Feuerstein kreeg vanaf 8-jarige leeftijd piano- en accordeononderricht. Van 1942 tot 1945 werd hij opgeleid aan de Heeresmusikschule in Bückeburg. Vanaf 1945 studeerde hij aan de muziekhogeschool Mannheim om daarna als muzikant en orkestleider werkzaam te zijn. In 1957 haalde Eddie Sauter hem als saxofonist in het SWF dansorkest. Sinds 1959 behoorde hij tot het o.a. door Dave Hildinger geleide RIAS Tanzorchester. Joachim-Ernst Berendt haalde hem voor de producties van de Berlin Dream Band met Oliver Nelson, Stan Kenton en Gil Evans tijdens de Berliner Jazztage. Hij speelde ook in de bands van Helmut Brandt, Wolfgang Lauth en Günter Noris. Hij componeerde en arrangeerde jazz, dans- en popmuziek voor de radiodansorkesten. Als solist is hij te horen op albums met Inge Brandenburg, Hildegard Knef, Reinhard Mey, Schobert & Black, Toots Thielemans, Rolf-Hans Müller, Zoot Sims, de RIAS Big Band en de Berlin Dream Band.